# Ischnomera holzschuhi
Ischnomera holzschuhi es una especie de coleóptero de la familia Oedemeridae.

## Distribución geográfica
Habita en Irán.